# 야쿠쇼 코지
야쿠쇼 코지(일본어: 役所 広司, 1956년 1월 1일 ~ )는 일본의 배우이다. 나가사키현 이사하야시 출신이며, 본명은 하시모토 고지(橋本 広司)이다.

## 내력

### 공무원에서 배우로
나가사키현 이사하야시에서 태어났다. 오무라시에 있는 나가사키현립 오무라공업고등학교를 졸업하고, 상경해 지요다구 구청 토목공사과에서 근무했다. 친구를 따라가 보게 된 나카다이 다쓰야가 주연을 맡은 연극공연 《밑바닥》 (どん底)을 보고 감명받아 배우가 되기를 결심한다. 200대 1이 넘는 경쟁률의 나카다이가 주재하는 배우양성소 '무명숙'의 시험에 합격한다. 예명은 구청(役所 야쿠쇼[*])에 근무했던 것에서 '배역(役 야쿠[*])이 넓어진다'는걸 기념해 나카다이가 지어준 것이다.

### 데뷔 후 활동
처음엔 소속된 무명숙의 연극 공연에 출연했으며, 1980년 NHK 연속 TV 소설 《낫짱의 사진관》으로 드라마에 처음 출연했다. 주로 시대극에 출연했는데, 1983년 NHK 대하드라마 《도쿠가와 이에야스》의 오다 노부나가 역으로 주목을 받았으며, 1984년 NHK 신 대형 시대극 《미야모토 무사시》에서 주인공 무사시 역으로 첫 주연을 맡았다.
영화는 이타미 주조 감독의 《탐포포》 등에 출연했다. 1988년 일본과 스위스의 합작영화 《어나더 웨이: D기관정보》 (니시무라 교타로의 소설 바탕으로 한 영화)로 영화 첫 주연을 맡았다. 《오로라 아래서》로 처음으로 일본 아카데미상 우수 남우주연상을 수상했다. 1995년 《가미카제 택시》로 마이니치 영화 콩쿠르 남우주연상을 수상했으며, 후에 〈이 상이 가장 기뻤다.〉고 말했다.
이 시기는 야쿠쇼가 주연을 맡은 드라마나 영화가 좋은 평가를 받았으나 흥행으로까지는 이어지지 않아, 제작발표 기자회견에선 스스로를 〈저시청률의 남자입니다.〉라고 소개하며 농담을 하기도 했다.

### 작품의 성공과 지위확립
1996년에 개봉된 《쉘 위 댄스》가 큰 성공을 거두고 《마약극도》, 《잠자는 남자》 등의 연기가 호평을 받아, 그 해의 남우주연상을 휩쓸었다. 1997년 개봉된 《실락원》도 큰 성공을 거뒀으며 이마무라 쇼헤이 감독의 《우나기》가 칸 영화제 황금종려상을 수상하며, 2년간 20개 이상의 영화상을 수상했다. 이후 구로사와 기요시나 아오야마 신지 등이 감독을 맡은 영화에 출연한다. 도쿄 국제 영화제 남우주연상, 1996년부터 7년 연속 일본 아카데미상 우수 남우주연상 수상 등 매년 영화제에 이름을 올리며 명실공히 일본을 대표하는 배우 가운데 한 명이 된다.

## 주요 출연작

### 영화
- 1985년 《탐포포》
- 1988년 《어나더 웨이: D기관정보》
- 1990년 《오로라 아래서》
- 1995년 《가미카제 택시》
- 1996년 《쉘 위 댄스》 - 스기야마 쇼헤이 역
- 1996년 《마약극도》
- 1997년 《실락원》 - 쿠키 쇼이치로 역
- 1997년 《우나기》 - 야마시타 타부로 역
- 1997년 《바운스》
- 1997년 《큐어》 - 타카베 켄이치 역
- 1998년 《인간 합격》 - 후지모리 역
- 2001년 《유레카》 - 사와이 마코토 역
- 2001년 《회로》 - 선장 역
- 2001년 《강령》
- 2001년 《붉은 다리 아래 따뜻한 물》
- 2003년 《도플갱어》
- 2004년 《웃음의 대학》
- 2005년 《게이샤의 추억》 - 노부 역
- 2005년 《로렐라이》
- 2005년 《더 유쵸우텐 호텔》 - 사하인인 역
- 2006년 《절규》 - 요시오카 노부로 역
- 2007년 《그래도 내가 하지 않았어》 - 아라가와 마사요시 역
- 2007년 《아르헨티나 할머니》
- 2007년 《바벨》 - 와타야 야스지로 역
- 2008년 《파코와 마법동화책》
- 2008년 《도쿄 소나타》 - 강도 역
- 2010년 《13인의 자객》 - 시마다 신자에몬 역
- 2011년 《최후의 추신구라》
- 2011년 《연합 함대 사령장관 야마모토 이소로쿠》 - 야마모토 이소로쿠 역
- 2012년 《딱따구리와 비》
- 2013년 《기요스 회의》 - 시바타 가쓰이에 역
- 2017년 《세 번째 살인》 - 미스미 역
- 2017년 《오 루시!》 - 타케시 / 톰 역
- 2017년 《세키가하라 대전투》 - 도쿠가와 이에야스 역
- 2018년 《고독한 늑대의 피》 - 오가미 쇼고 역
- 2018년 《미래의 미라이》 - 할아버지 역 (목소리)
- 2019년 《윙스 오버 에베레스트》 - 장위성 역
- 2021년 《멋진 세계》 - 마사오 미카미 역
- 2021년 《용과 주근깨 공주》 - 스즈의 아버지 역 (목소리)
- 2023년 《퍼펙트 데이즈》 - 히라야마 역
- 2023년 《창가의 토토》 - 고바야시 소사쿠 역 (목소리)

### 극장판 애니메이션
- 2018년 《미래의 미라이》 - 할아버지
- 2021년 《용과 주근깨 공주》 - 스즈의 아빠
- 2023년 《창가의 토토》 - 코바야시 교장 선생님

### 드라마
- 1983년 《도쿠가와 이에야스》 - 오다 노부나가 역
- 2000년 《암호는 용기》
- 2002년 《반옥의 일생》
- 2004년 《희망 없는 자》
- 2009년 《역로》
- 2010년 《우리 집의 역사》
- 2011년 《초가을》
- 2017년 《육왕》